# Příběhy obyčejného šílenství (film, 2005)
Příběhy obyčejného šílenství je česko-německo-slovenský film z roku 2005 Petra Zelenky. Námětem pro tento film se stala úspěšná stejnojmenná divadelní hra od téhož režiséra, která byla kromě několika českých scén inscenována i v Polsku, Maďarsku a na Slovensku.
Petr Zelenka, autor Knoflíkářů, Roku ďábla či scénáře Samotářů, nabízí další příběh prosycený typickým smyslem pro humor. Vedle trojnásobného držitele českého lva Ivana Trojana, ve filmu hrají i Jiří Bartoška, Zuzana Bydžovská, Miroslav Krobot, Nina Divíšková, Zuzana Šulajová a Karel Heřmánek.

## Děj filmu
Příběh začíná na letišti, kde pracuje Petr Hanek (Ivan Trojan), postupně se seznámíme s jeho vedoucím (Karel Heřmánek), bývalou přítelkyní Janou (Zuzana Šulajová), která se má vdávat, za náhodnou známost z telefonní budky, novým přítelem Petrovy bývalé a také s rodiči Petra. Matka (Nina Divíšková) je posedlá dobročinností a otec (Miroslav Krobot) namlouval za komunismu filmové týdeníky. Matka Petra si myslí, že otec blázní, ovšem ne vždy musí být blázen, ten kdo se jako blázen chová. Otec si najde mladší kreativní přítelkyni (Petra Lustigová), která ho donutí skočit padákem a recitovat týdeníky. Petr ostříhá vlasy tetě nového přítele své bývalé, tím se rozehraje hra osudu, která nakonec dožene Petra zpět k bývalé přítelkyní.

## Ocenění
- Český lev za rok 2005 za Nejlepší zvuk – Michal Holubec
- Český lev za rok 2005 za Nejlepší mužský herecký výkon ve vedlejší roli – Miroslav Krobot

## Herecké obsazení
- Ivan Trojan
- Zuzana Šulajová
- Miroslav Krobot
- Nina Divíšková
- Karel Heřmánek
- Petra Lustigová
- Jiří Bartoška
- Zuzana Bydžovská
- Jana Hubinská
- Jiří Bábek
- Marta Sládečková
- Jan Lepšík
- Matúš Bukovčan
- Petr Lafek
- Peter Dubecký
- Ida Sovová